# Andy Duncan
Pour les articles homonymes, voir Duncan.
Œuvres principales
- Wakulla Springs

Andy Duncan, né le 21 septembre 1964 à Batesburg-Leesville en Caroline du Sud, est un écrivain américain de science-fiction et de fantasy.

## Œuvres

### Romans
- (en) The Night Cache, PS Publishing, 2009
- (en) Wakulla Springs, Tor, 2013Écrit avec Ellen Klages (en). Prix World Fantasy du meilleur roman court 2014

### Recueils de nouvelles
- (en) Beluthahatchie and Other Stories, Golden Gryphon Press, 2000
- (en) The Pottawatomie Giant and Other Stories, PS Publishing, 2011
- (en) An Agent of Utopia, Small Beer Press, 2018